# Jarrad Drizners
Jarrad Drizners, né le 31 mai 1999 à Ballarat, est un coureur cycliste australien. Il évolue au sein de l'équipe Lotto-Dstny

## Biographie
En début d'année 2019, il devient champion d'Australie du critérium espoirs à Ballarat.
Testé positif au SARS-CoV-2, Drizners est non-partant lors de la dixième étape du Tour d'Espagne 2022.

## Palmarès sur route

### Par année
- 2019
  -  Champion d'Australie du critérium espoirs
  - Vainqueur du National Road Series
  - 3e étape du Tour de Tweed (contre-la-montre)
  - 5e étape du Tour of the Great South Coast (contre-la-montre par équipes)
  - Tour of the King Valley :
    - Classement général
    - 2e étape

  - 1re étape du Tour du Gippsland
  - 2e du Tour des Tropiques
- 2020
  -  Champion d'Australie sur route espoirs

### Résultats sur les grands tours

#### Tour de France
2 participations
- 2024 : 139e
- 2025 : 129e

#### Tour d'Espagne
2 participations
- 2022 : non-partant (10e étape)
- 2023 : 145e

### Classements mondiaux
| Année                                 | 2019  | 2020 | 2021  | 2022 | 2023  |
| ------------------------------------- | ----- | ---- | ----- | ---- | ----- |
| Classement mondial                    | 2191e | 480e | 1282e | nc   | 1176e |
| UCI Oceania Tour                      | 103e  | 32e  | 50e   | nc   | 66e   |
|                                       |       |      |       |      |       |
| Légende : nc = non classéSource : UCI |       |      |       |      |       |

## Palmarès sur piste

### Coupe du monde
- 2018-2019
  - 3e de la poursuite par équipes à Hong Kong

### Championnats d'Océanie
| Édition / Épreuve | Poursuite individuelle |
| Cambridge 2017    | Bronze                 |

### Championnats nationaux
- 2019
  - 2e du championnat d'Australie de poursuite par équipes
  - 3e du championnat d'Australie de poursuite